# Того на зимних Олимпийских играх 2018
Того на зимних Олимпийских играх 2018 года было представлено одной спортсменкой в лыжных гонках. Того во второй раз в истории участвовало в зимних Олимпийских играх и вновь страну представляла лыжница Матильда-Амиви Птижан.

## Состав сборной
Лыжные гонки
- Матильда-Амиви Птижан

## Результаты соревнований

### Лыжные виды спорта

#### Лыжные гонки
Квалификация спортсменов для участия в Олимпийских играх осуществлялась на основании специального квалификационного рейтинга FIS по состоянию на 21 января 2018 года. Для получения олимпийской лицензии категории «A» спортсменам необходимо было набрать максимум 100 очков в дистанционном рейтинге FIS. При этом каждый НОК может заявить на Игры 1 мужчину и 1 женщины, если они выполнили квалификационный критерий «B», по которому они смогут принять участие в спринте и гонках на 10 км для женщин или 15 км для мужчин. По итогам квалификационного отбора сборная Того завоевала олимпийскую лицензию категории «A», которую для страны завоевала Матильда-Амиви Птижан.
Женщины
Дистанционные гонки
| Соревнование           | Спортсмены            | Результат | Место | Отставание |
| ---------------------- | --------------------- | --------- | ----- | ---------- |
| 10 км свободным стилем | Матильда-Амиви Птижан | 32:35,2   | 83    | +7:34,7    |

Спринт
| Соревнование | Спортсмены            | Квалификация | Квалификация | Четвертьфинал         | Четвертьфинал         | Четвертьфинал         | Полуфинал             | Полуфинал             | Полуфинал             | Финал                 | Финал                 | Итоговое место |
| Соревнование | Спортсмены            | Результат    | Место        | Заезд                 | Результат             | Место                 | Заезд                 | Результат             | Место                 | Результат             | Место                 | Итоговое место |
| ------------ | --------------------- | ------------ | ------------ | --------------------- | --------------------- | --------------------- | --------------------- | --------------------- | --------------------- | --------------------- | --------------------- | -------------- |
| спринт       | Матильда-Амиви Птижан | 3:45,93      | 59           | завершила выступление | завершила выступление | завершила выступление | завершила выступление | завершила выступление | завершила выступление | завершила выступление | завершила выступление | 59             |